# Maite Perroni
Maite Perroni (Mexikóváros, 1983. március 9. –) mexikói énekes, színésznő, a volt RBD együttes tagja.

## Fiatalkora és pályafutása
1983. március 9-én született Mexikóvárosban. Maite csak 11 hónapos volt, amikor családja Guadalajarába költözött apja, Javier munkája miatt. A Perroni család 12 évig élt ott. Két fiatalabb testvére van: Adolfo, aki 3 évvel fiatalabb és Francisco, aki 9 évvel fiatalabb nála. A színészetet a Televisa Művészeti Oktatási Központjában (Centro de Educación Artística de Televisa) tanulta. Elmondása szerint kiskorában nem akart színésznő lenni, de amint egyszer elkeveredett egy forgatásra, azonnal beleszeretett ebbe az életbe.
2004-ben kapta meg élete legelső telenovella-szerepét a Rebeldében, mint Guadalupe "Lupita" Fernández, aki egy tizenéves középiskolás, aki szerény családi körülmények között él, s ösztöndíjjal került be Mexikó legelegánsabb iskolájába. A Rebeldéből 2004 és 2006 között összesen 440 részt forgattak le. Itt alakult ki az RBD nevű együttes, amely 2004 és 2008 között folyamatosan aktív volt. A Rebelde számos országban sikerrel futott, s bár Maite csak mellékszereplő volt a sorozatban, sok-sok országban ismerőssé vált az arca. 
Első főszerepét 2008-ban kapta meg a Cuidado con el angel (itthon Árva angyal) című sorozatban. A sorozat kirobbanó sikereket ért el Mexikóban, így a világ számos országába exportálták, a magas nézettségre való tekintettel pedig folyamatosan meghosszabbították a forgatásokat, így a sorozat összesen 195 epizódot élt meg. Marichuy karakterével tehát Maite számára elérkezett a nagy áttörés és a TVyNovelas-díj is.
Nem sokat váratott magára egy újabb főszerep: Juan Osorio producer ugyanis felkérte készülő novellája, a Mi pecado fiatal főhősnőjének szerepére. Lucrecia megformálásával egy teljesen más arcáról mutatkozott be, egy teljesen új sávban. 
Sorra követték a további főszerepek: William Levy oldalán az itthon is bemutatott Marichuy - A szerelem diadala (El triunfo del amor) című sorozatban kaptak lehetőséget a főműsoridőben bizonyítani, 2010-ben, majd Roberto Gomez Fernandez producer 2012-ben a Cachito de cielo címen jegyzet novella fontos női szerepére szerződtette az akkor 29 éves színésznőt.
Zenei karrierje miatt 2014-ben forgatott ismét, a La gata című sorozat Esmeraldajaként tért vissza a délutáni sávban, amely karrierje eddigi legsikeresebb telenovellájává avanzsálódott. Sorozatbeli partnere Daniel Arenas, a tehetséges és jóképű színész.
2015-ben Ő kapta meg Rosy Ocampo producernőtől az Antes muerta que Lichita című komikus telenovella főszerepét, amely Maite első komikus szerepe. Az Antes muerta que Lichita hazájában kimondottan sikeres volt, a főműsoridőben futó sorozatot is maga mögé tudta utasítani, Maite pedig ismét elnyerte a legjobb női főszereplőnek járó TvyNovelas díjat.
2023-ban megszületett első gyermeke, Lia Tovar.

## Filmográfia
| Év        | Cím                                            | Szerep                                                                        | Magyar hang       | Megjegyzés |
| --------- | ---------------------------------------------- | ----------------------------------------------------------------------------- | ----------------- | --- |
| 2004      | Rebelde                                        | Guadalupe 'Lupita' Fernández                                                  | –                 | Főszereplő |
| 2007      | RBD: La familia                                | May                                                                           |                   | |
| 2007      | Lola, érase una vez                            | "The New Cinderella"                                                          |                   | |
| 2008      | Árva angyal Cuidado con el ángel               | María de Jesús "Marichuy" Velarde Santos de San Román/Liliom/Alejandra Robles | Molnár Ilona      | Főszereplő TVyNovelas - díj a legjobb fiatal színésznőnek Jelölt-Premios People en Español a legjobb női főszereplőnek |
| 2009      | Az én bűnöm Mi pecado                          | Lucrecia Córdoba Pedraza                                                      | Molnár Ilona      | Főszereplő Premios People en Español for Best Couple Jelölt-TVyNovelas- díj a legjobb fiatal színésznőnek Jelölt- TVyNovelas- díj a legjobb főcímdalra Jelölt-Premios People en Español a legjobb női főszereplőnek                                          |
| 2010      | Mujeres Asesinas                               | Estela Blanco                                                                 |                   | |
| 2010      | Marichuy – A szerelem diadala Triunfo del Amor | María Desamparada "Marichuy" Iturbide Gutiérrez                               | Molnár Ilona      | Főszereplő Premios Juventud for The Girl of My Dreams Jelölt-TVyNovelas - díj a legjobb női főszereplőnek Jelölt-TVyNovelas- díj a legjobb főcímdalra Premios People en Español for Best Couple Jelölt-Premios People en Español a legjobb női főszereplőnek |
| 2012      | Cachito de Cielo                               | Renata Landeros de Franco                                                     | –                 | Főszereplő Premios Mundo Latino for Best Actress Premios Novela de oro for Best Actress Premios Novela de oro Reina de las Telenovelas Jelölt- Premios Mundo Latino for Best Couple Jelölt-TVyNovelas - díj a legszebb nőnek                                 |
| 2012      | El arribo de Conrado Sierra                    | Ninfa                                                                         |                   | |
| 2014      | El Origen de los Guardianes                    | Fogtündér                                                                     |                   | |
| 2014      | A Macska La Gata                               | Esmeralda de la Santacruz "La Gata (A Macska)"/Renata de la Santacruz         | Molnár Ilona      | Főszereplő Jelölt-TVyNovelas - díj a legjobb női főszereplőnek |
| 2015      | Nyakas kakas Un gallo con muchos huevos        | Di                                                                            | Andrusko Marcella | hang |
| 2015      | Antes muerta que Lichita                       | Alicia "Lichita" Gutiérrez López                                              | –                 | Főszereplő TVyNovelas - díj a legjobb női főszereplőnek |
| 2015      | K9 World Cup                                   | Maite Terranova                                                               |                   | |
| 2017      | Papá a toda madre                              | Renée Sánchez Moreno                                                          | –                 | Főszereplő |
| 2018      | Dibujando el cielo                             | Sofía                                                                         |                   | |
| 2019      | Doblemente embarazada                          | Cristina                                                                      |                   | |
| 2019–2021 | El juego de las Ilaves                         | Adriana "Adri" Romero                                                         |                   | |
| 2020      | Un rescate de huevitos                         | Di                                                                            |                   | |
| 2020      | Herederos por accidente                        | Lupita "Lu" Marques                                                           |                   | |
| 2020      | How to Survive Being Single                    | Önmaga                                                                        |                   | |
| 2021      | Sin ti no puedo                                | Blanca                                                                        |                   | |
| 2020–2022 | Dark Desire                                    | Alma Quintana Solares                                                         |                   | |
| 2022      | Who Killed Sara?                               | Alma Quintana Solares                                                         |                   | |
| TBA       | Triada                                         | TBA                                                                           |                   | |

## Diszkográfia

### Sorozatok
| Év   | Dal                      | Sorozat            |
| ---- | ------------------------ | ------------------ |
| 2008 | Esta soledad             | Árva angyal        |
| 2008 | Solo contigo             | Árva angyal        |
| 2008 | Separada de tí           | Árva angyal        |
| 2009 | Mi pecado                | Mi pecado          |
| 2009 | Será mi pecado ser mujer | Mi pecado          |
| 2010 | A partir de hoy          | A szerelem diadala |
| 2012 | Te dare mi corazón       | Cachito de Cielo   |
| 2014 | Vas a querer volver      | A Macska           |

### Albumok
- Eclipse de Luna (2013)
- Eclipse de Luna Deluxe Edition (2014)